# FXO
FXO (англ. Foreign eXchange Office) — аналоговый интерфейс абонентских устройств телефонных станций. Устройства с таким интерфейсом подключаются к интерфейсу FXS. Так те же самые факсовые аппараты, телефоны, модемы реализуют интерфейс FXO. Существует такое простое правило — если есть провод, соединяющий два аналоговых устройства телефонии, то с одной стороны этого провода должен быть FXS (АТС), а с другой — FXO (телефон). Таким образом, шлюзы с интерфейсом FXO подключаются вместо телефона. С их помощью можно организовать связь с телефонной сетью общего пользования или предоставить доступ к сети IP-телефонии, используя «внутренние», как правило, более дешевые линии мини-АТС. Так как шлюзы FXO фактически «эмулирует работу телефонного аппарата», зачастую для них бывает необходима настройка «отбоя». Для того чтобы шлюз завершал соединение («клал трубку»), нужно настроить его так, чтобы он корректно воспринимал сигнал «занято» той мини-АТС, к которой он подключен.
Схематично использование портов FXS и FXO можно представить так:
аналоговый телефон (FXO) <---> (FXS) мини-АТС (FXO) <---> (FXS) провайдер услуг телефоной связи

## FXS, FXO и VoIP
Термины FXS и FXO встречаются, когда принимается решение о покупке оборудования, позволяющего подключать аналоговые телефонные линии к телефонной системе VoIP или традиционных аналоговых мини-АТС к поставщику услуг VoIP или связывать такое оборудование по каналам Интернет.

### Шлюз FXO
Для подключения аналоговых телефонных линий к IP мини-АТС необходим шлюз FXO. Это позволяет подключить порт FXS оператора аналоговой телефонной связи (телефонная розетка на стене) или локальный порт аналоговой миниАТС (выход на телефонный аппарат) к порту FXO, имеющемуся на шлюзе.

### Шлюз FXS
Шлюз FXS используется для подключения одного или более портов FXO на традиционных аналоговых мини-АТС к VoIP мини-АТС в локальной сети офиса или к провайдеру VoIP в сети Интернет.

### Адаптер FXS или адаптер ATA
Адаптер FXS используется для соединения аналогового телефона или факса с VoIP мини-АТС или провайдером VoIP услуг. Для этого необходимо  подключить порт FXO на телефонном/факс-аппарате к адаптеру.

## Принцип работы
Оборудование FXO обеспечивает:
- занятие и освобождение телефонной линии (как правило при поднятии трубки аппарата и возврате её на исходное положение)
- набор номера соответствующими тональными сигналами в телефонную линию (на порт FXS)
- определение вызывного сигнала, приходящего от АТС (т.е. с порта FXS).

### Осуществление звонков
Исходящий звонок:
1. Абонент поднимает трубку на телефонном аппарате (устройство FXO). Порт FXS определяет, что трубка поднята, линия считается занятой.
2. Набирается телефонный номер, который в виде двухтональных многочастотных сигналов (DTMF) передается на порт FXS.

Входящий звонок:
1. Порт FXS принимает звонок, затем посылает сигнал вызова с необходимым напряжением на соединенное с ним устройство FXO.
2. Вызываемый телефонный аппарат (FXO) звонит, оповещая о входящем вызове.
3. После поднятия трубки абоненты могут говорить.

Окончание звонка — обычно порт FXS заканчивает соединение по сигналу соединенного с ним устройства FXO.

## Примечание
На порт FXS подается постоянное напряжение около 50 В с аналоговой телефонной линии. Поэтому прикосновение к проводникам подключенной телефонной линии вызывает слабый «электрический удар». Отдельное питание телефонной линии позволяет осуществлять звонки даже при отсутствии напряжения в сети переменного тока.